# Alopochen
Alopochen är ett fågelsläkte i familjen änder inom ordningen andfåglar. Släktet omfattar här fyra arter; en med utbredning i Afrika söder om Sahara och i Nildalen, samt tre utdöda arter som tidigare förekom på Madagaskar och ögruppen Maskarenerna i Indiska oceanen:
- Nilgås (A. aegyptiaca)
- Mauritiusgås (A. mauritiana) – utdöd
- Réuniongås (A. kervazoi) – utdöd
- Mindre madagaskargås (A. sirabensis) – utdöd